# 조신 전철
조신 전철 주식회사(일본어: じょうしんでんてつ)는 군마현에 소재한 철도 회사이다. 조신 전철 조신 선을 운영하고 있으며 본사는 군마 현 다카사키시에 있다.

## 개요
철도 사업 외에 여객 자동차 운송 사업 (다카사키 시내를 중심으로 버스의 운행), 화물 자동차 운송 사업 (군마 현 및 사이타마 현의 우편물 운송), 광고업, 부동산업도 실시한다.
1895년에 우에노 철도 (우에노 철도)로 설립되어 1897년에 개업 한 같은 해에 다카사키 - 시모 니타 동안이 노선 개통했다. 현존하는 일본의 지방 민철 (대기업 이외의 중소 사철) 노선 중에서는 이요 철도에 이어 두 번째로 빨리 개업하고 있다. 옛날에는 다카사키 지역 자본에 가세 미츠이 재벌 자본도 설립에 참여했다.
또한 시모니타에서 고갯길을 넘어 사쿠 철도 (현 고우미 선)에서 하구로시타역까지 연장 할 계획을 세워 회사명을 조신 전기 철도로 개칭했다. 해당 구간의 공사와 노선 영업을 위한 면허를 취득했지만, 대공황에 의해 좌절. 나가고미 방면의 버스 노선을 개설한 것만으로 (후에 폐지), 철도 연장은 실현되지 않았다.
1955년대 초에는 전 총리 나카소네 야스히로의 아버지인 나카소네 마쓰고로가 사장을 맡았다.

## 역사
- 1895년 (메이지 28년) 12월 27일 우에노 철도 설립
- 1897년 (메이지 30년) 5월 10일 다카사키 - 후쿠시마 (현 조슈 후쿠시마) 사이가 개업
- 1897년 (메이지 30년) 9월 10일 다카사키 - 시모니타 사이가 전선 개업
- 1921년 (다이쇼 10년) 8월 25일 조신 전기 철도로 개칭 (개칭 신고는 9월 7일)
- 1964년 (쇼와 39년) 5월 11일 조신 전철로 개칭

## 보유차량
전차
- 200형
- 250형
- 500형（전西武101系）
- 700形（전 동일본 여객철도107계）
- 1000형
- 6000형
- 7000형

전기 기관차
- 데키 1형
  - 1924년에 수입된 3량 중 데키1과 데키3의 차적은 남아 있지만, 2017년에 데키1에서 차단기 고장이 발생해 이후 2량 모두 다카사키역 구내에 보관.2021년(20년) 12월, 기존 부품을 조달할 수 없는 상황에 처해 있는 데키1과 데키3에 대해 관광청의 기존 관광거점 재생사업 고부가가치화 추진 사업(교통 연계형) 약 2700만 엔을 교부받아 동태 보존을 위해 정비하는 것으로 밝혀졌다.

- ED31형

화물차
- 템 1형（국철 템300형 동형)
- 템 800형

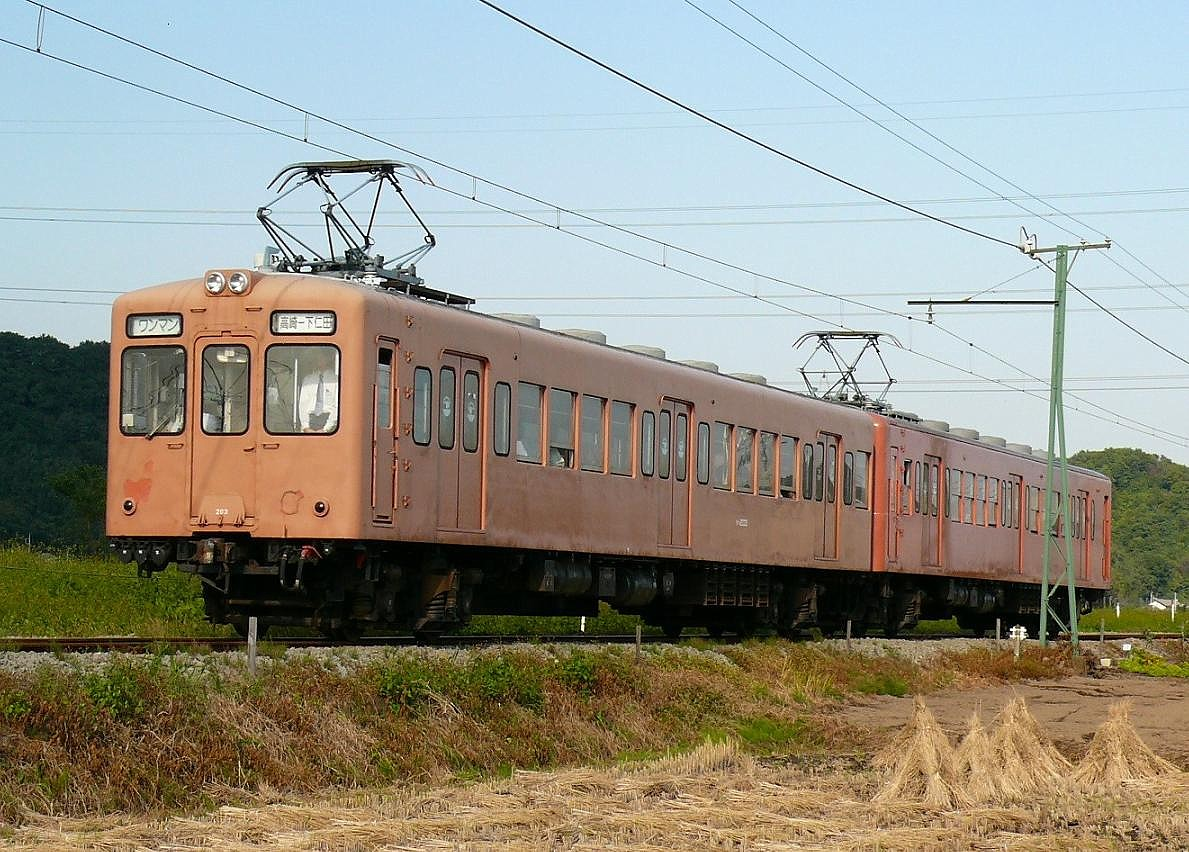
200形電車
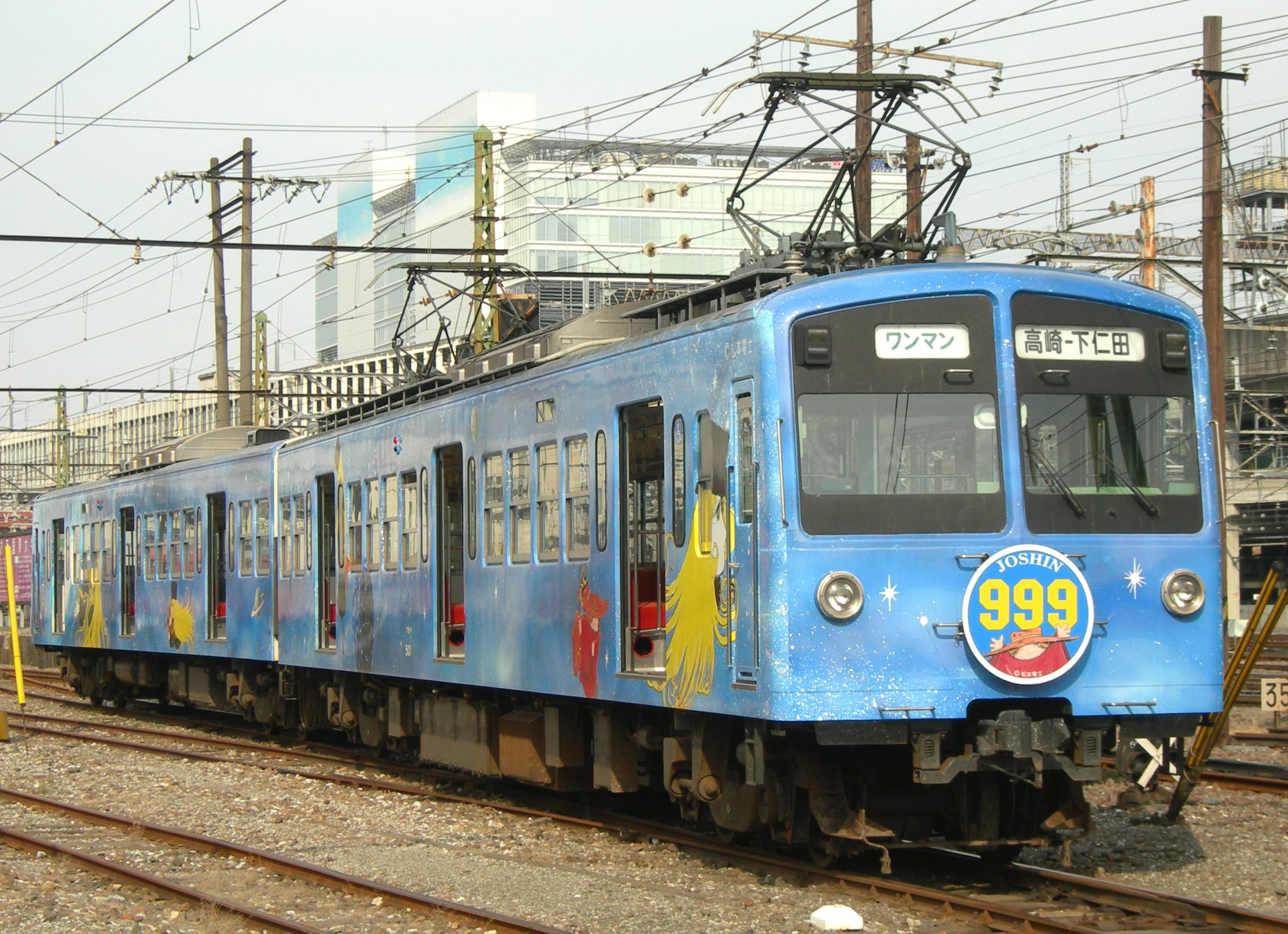
500형 전차（은하철도 999호）
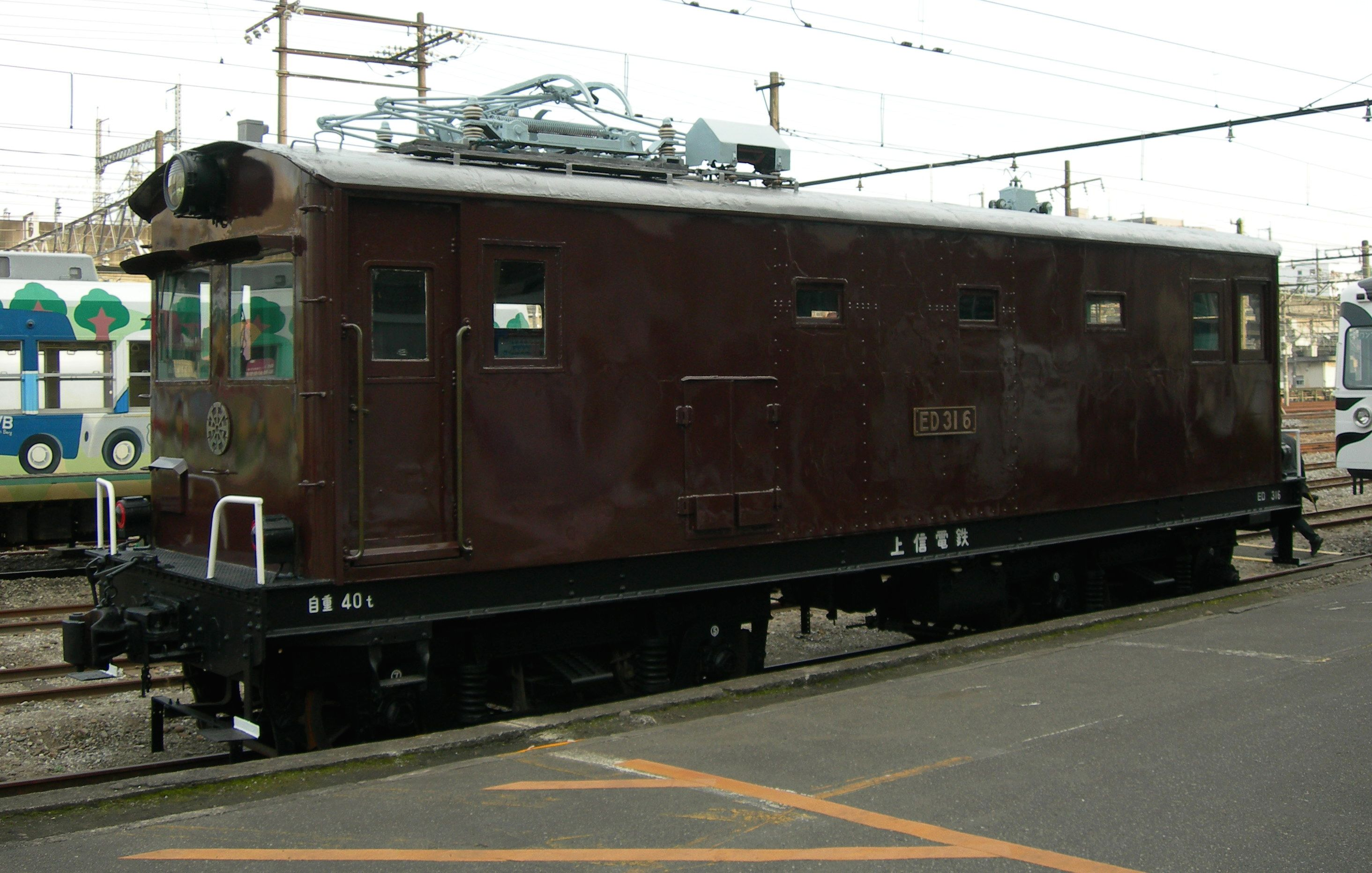
ED31형  전기 기관차
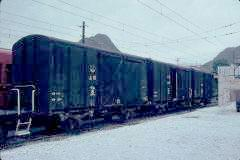
템8+템9+템10(1991년 촬영)
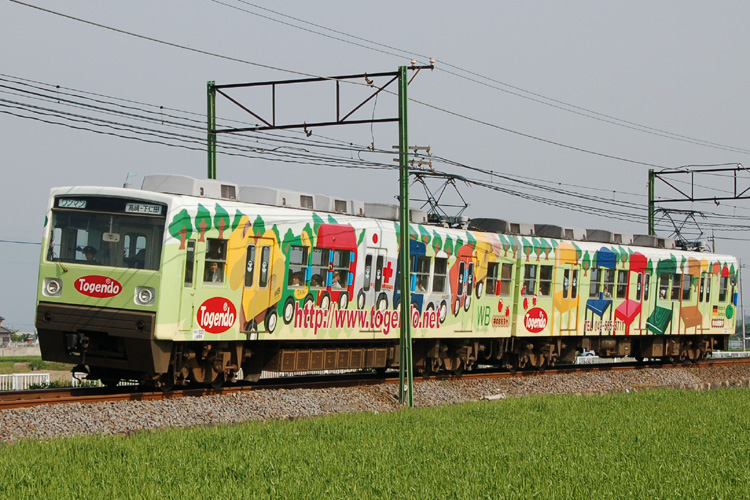
1000형 전차
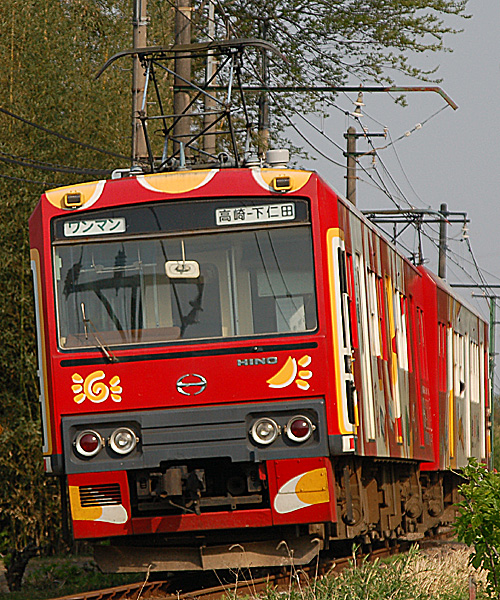
6000형 전차
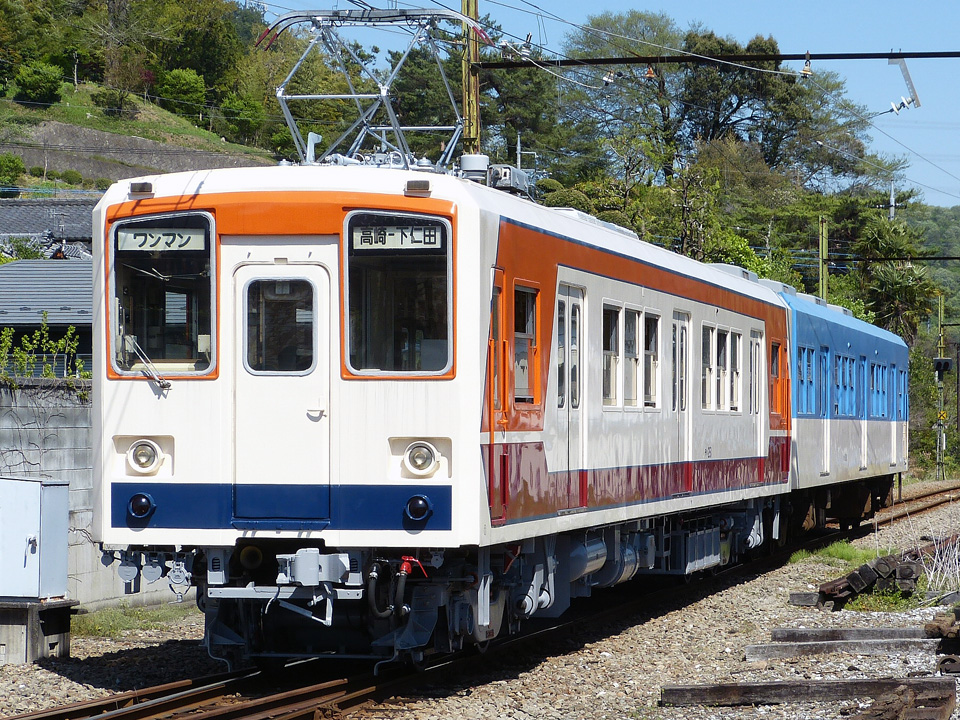
250형 전차
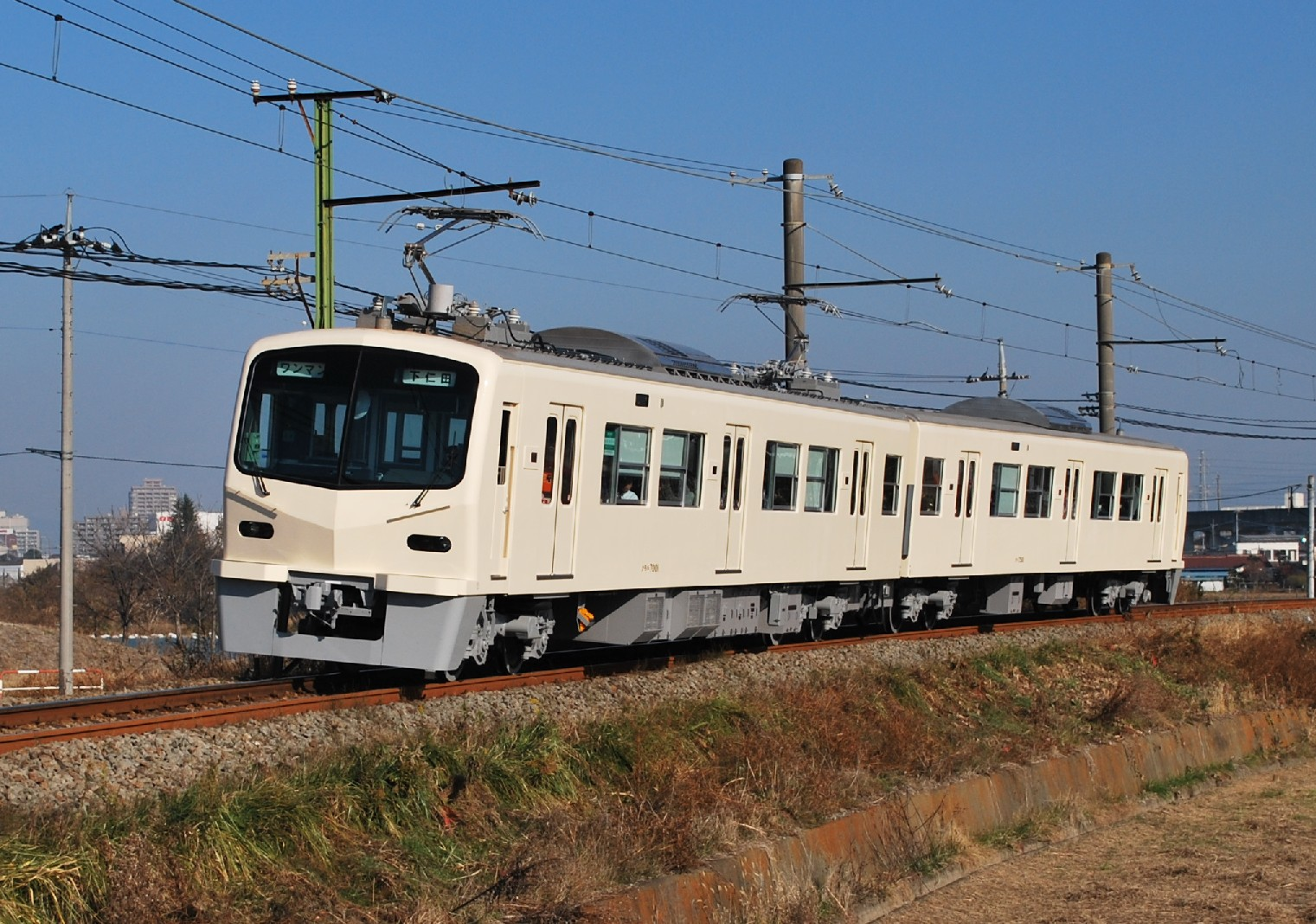
2013년 운행을 시작한 약 31년 만의 자체 제작 7000형 전동차. 촬영 후 2014년 2월에 투표로 선정된 컬러링이 적용되었다.
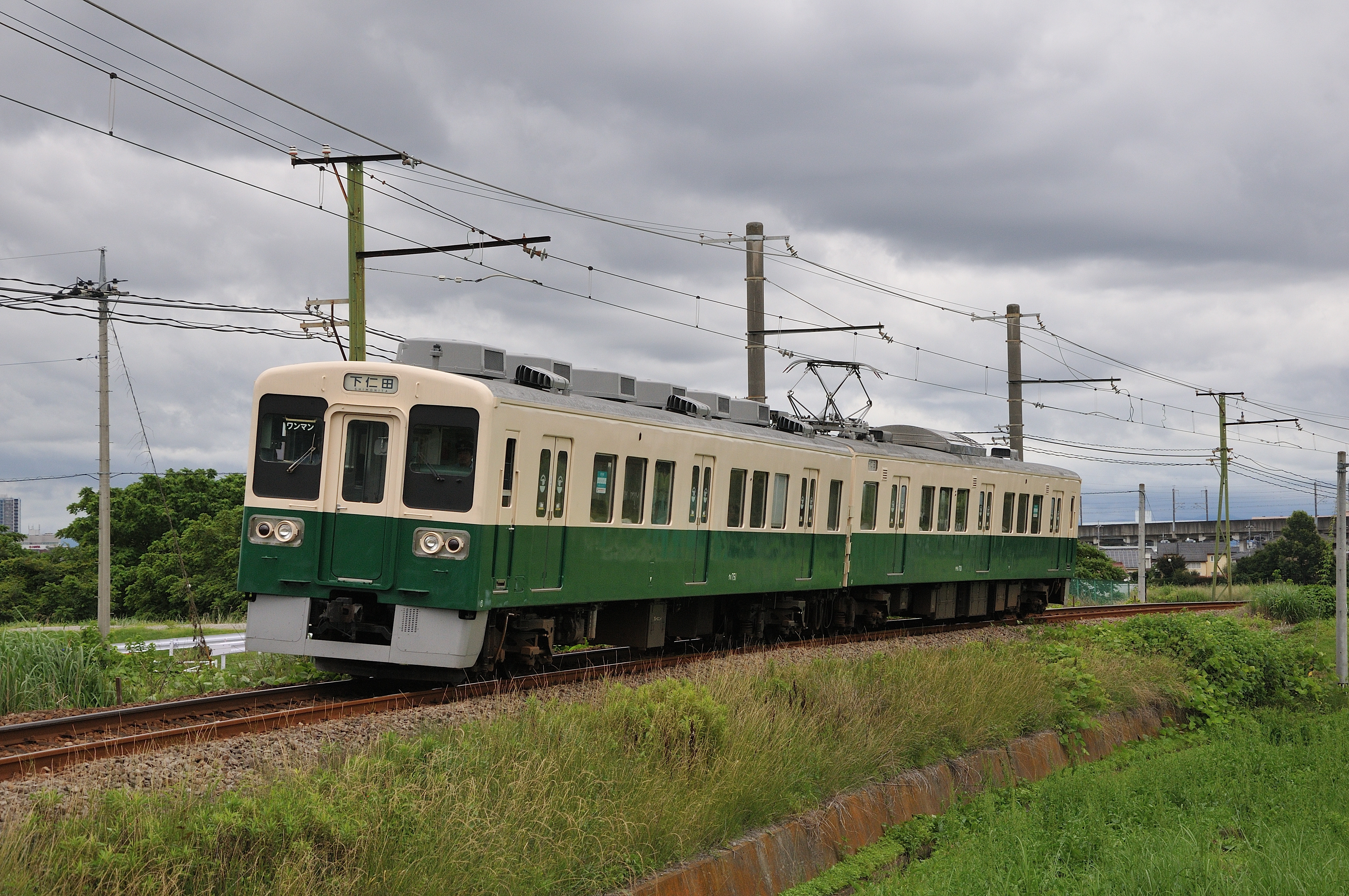
2019년 3월부터 운행을 시작한 700형 전동차.
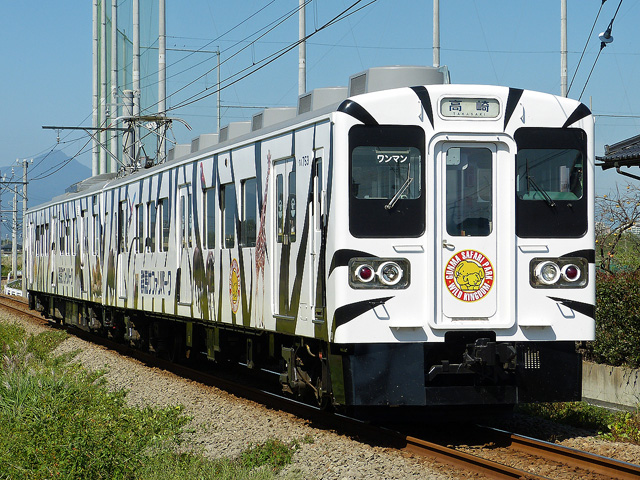
700형 전동차（「群馬サファリパーク」광고 도장차량）
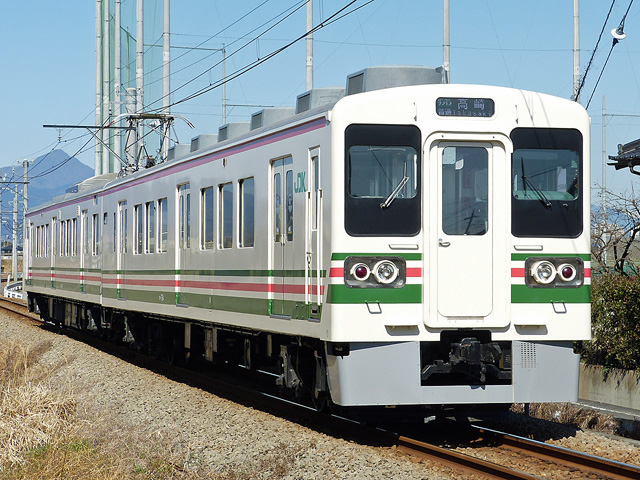
700형 전동차（JR107계 리바이벌 컬러）
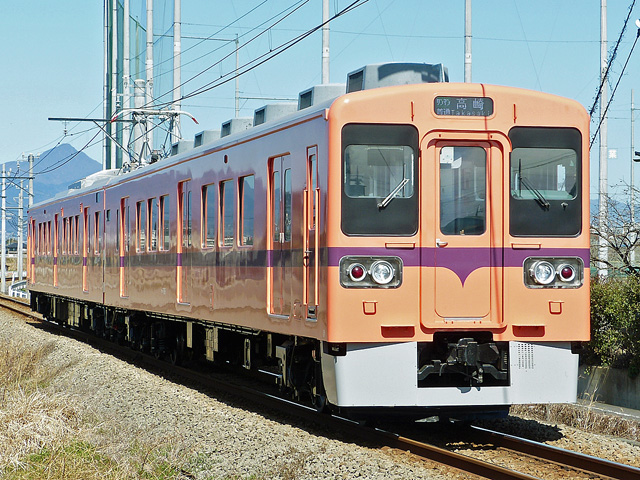
70형 전동차（구 조신의 표준 색상）

## 버스사업
'조신버스'라는 애칭으로 직영으로 승합버스 사업을 하다가 2022년 4월 1일 그룹사인 조신관광버스에 승합버스 사업을 양도받았다.
2007년 시점에서 승합버스 영업소는 다카사키 영업소뿐으로 노선 수도 얼마 되지 않지만, 과거에는 마에바시·후지오카·만바·토미오카·시모닌다에도 영업소를 가지고 있었고, 아마라군·타노군에도 노선망을 넓히고 있었다. 1970년 3월까지는 사쿠시에 나카코미 영업소를 설치하고 전세버스 사업을 실시하였다. 폐지된 노선 중에는 타사에 인계되어 현재도 운행되고 있는 노선도 존재한다.
대주주가 히노자동차의 딜러인 군마히노자동차이기 때문에 지속적으로 히노자동차의 차량을 도입하고 있다. 또한 현내 타사와 달리 타사로부터 양수한 차량을 도입하지 않고 있다.

### 운임・승차권류
2002년부터 군마현 공통 버스카드 '군넷'에 가맹하였다.
2022년 3월 12일, Suica의 기능을 가진 지역 연계 IC카드 'nolbé(놀베)'를 도입했다. 조신전철 외에도 군마중앙버스, 일본중앙버스, 일본중앙교통, 군마버스, 야지마택시, 나가이운수의 군마현 내 7개 버스회사에서 이용할 수 있으며, 교통계 IC카드 전국 상호이용서비스에 대응하여 Suica・PASMO를 도입한 사업자도 공통으로 이용할 수 있다.

### 버스 차량
현재의 도색은 1982년에 레인보우 RJ 10대를 도입한 것을 계기로 제정된 것이지만, 일부를 제외하고는 기존 차량의 도색은 하지 않았다.
1984년까지는 전 차량이 비냉방이었으나, 1985년 이후 도입된 차량에 대해서는 1986년 도입된 3대를 제외하고는 모두 냉방차량으로 도입되었다.
1980년대부터 1990년대까지는 노선망 축소를 진행하던 시기였기 때문에 신차 도입 자체가 적었고, 1983년 이후는 마이크로버스만 도입했다. 2002년에는 20년 만에 중형차로 논스텝 버스인 히노 레인보우의 히노 레인보우 HR을 도입했다.

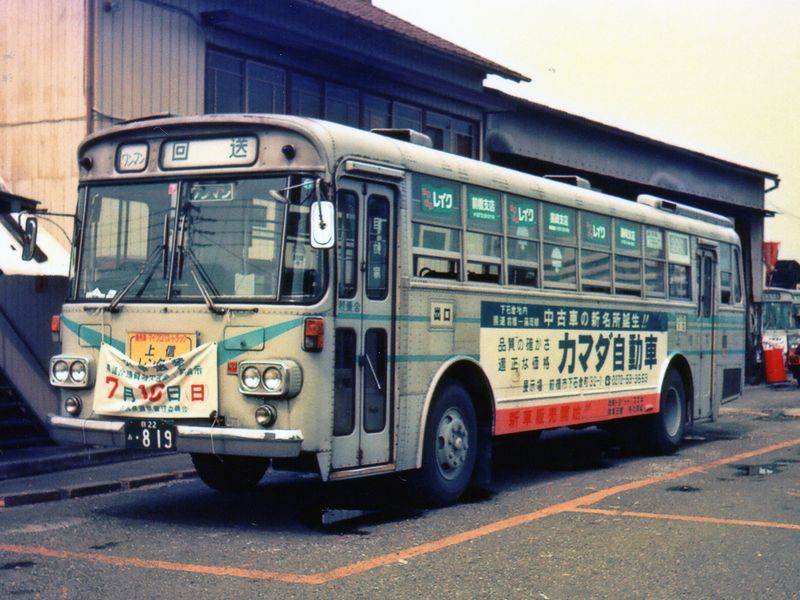
과거의 대형차 히노 RE100 타카사키 영업소 소속
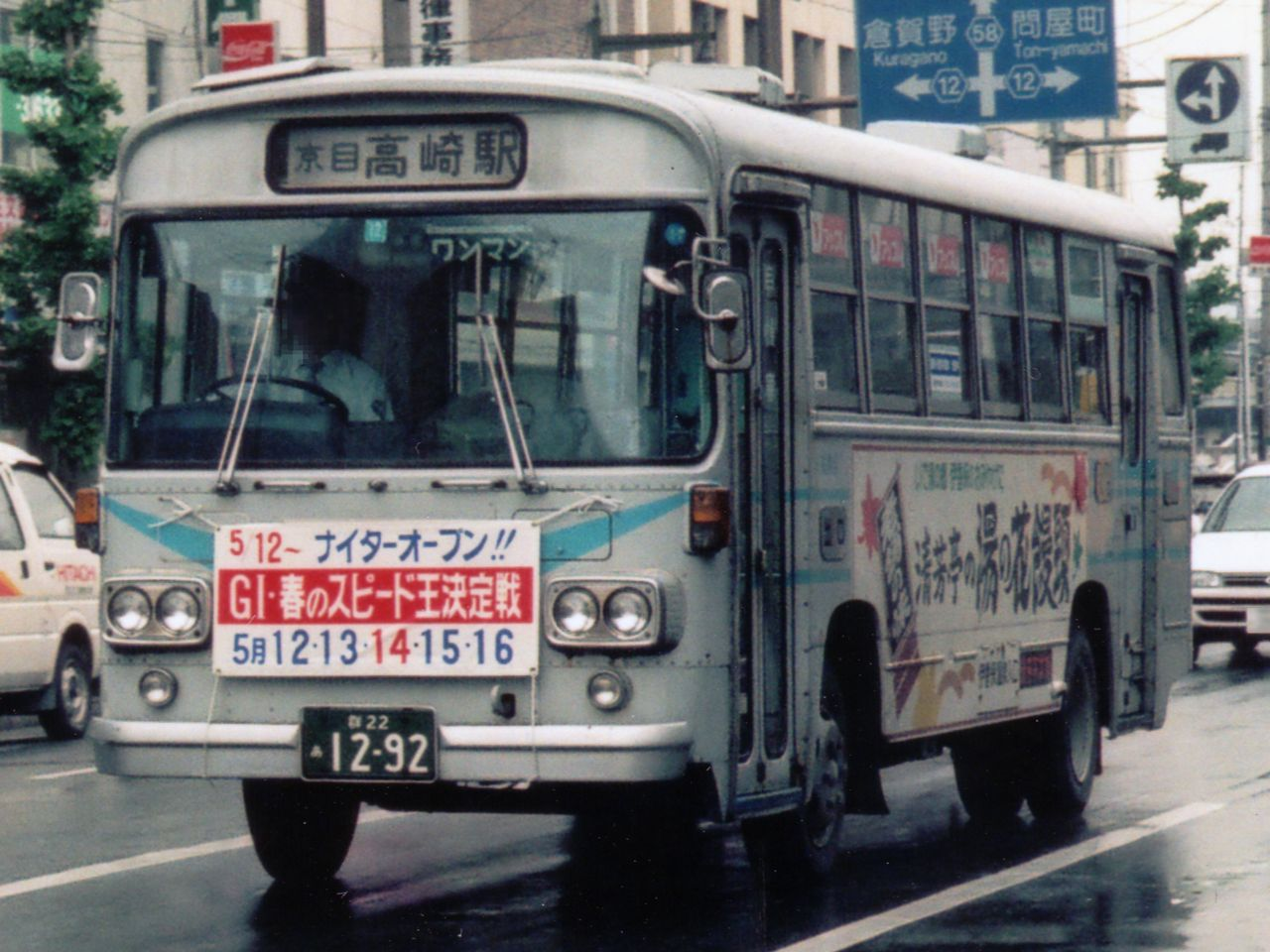
과거 중형차 히노 RL(K-RL321) 마에바시 영업소 소속
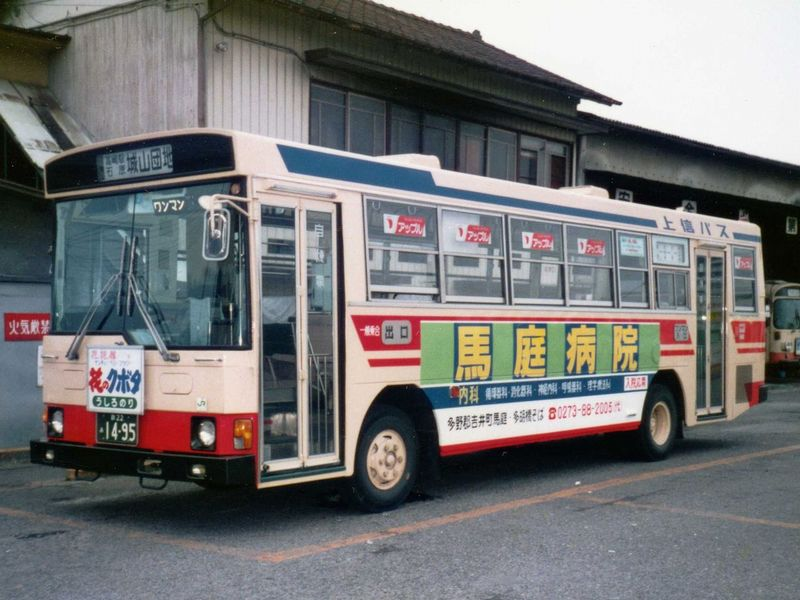
과거 중형차 히노 레인보우 RJ(K-RJ172AA) 타카사키 영업소 소속
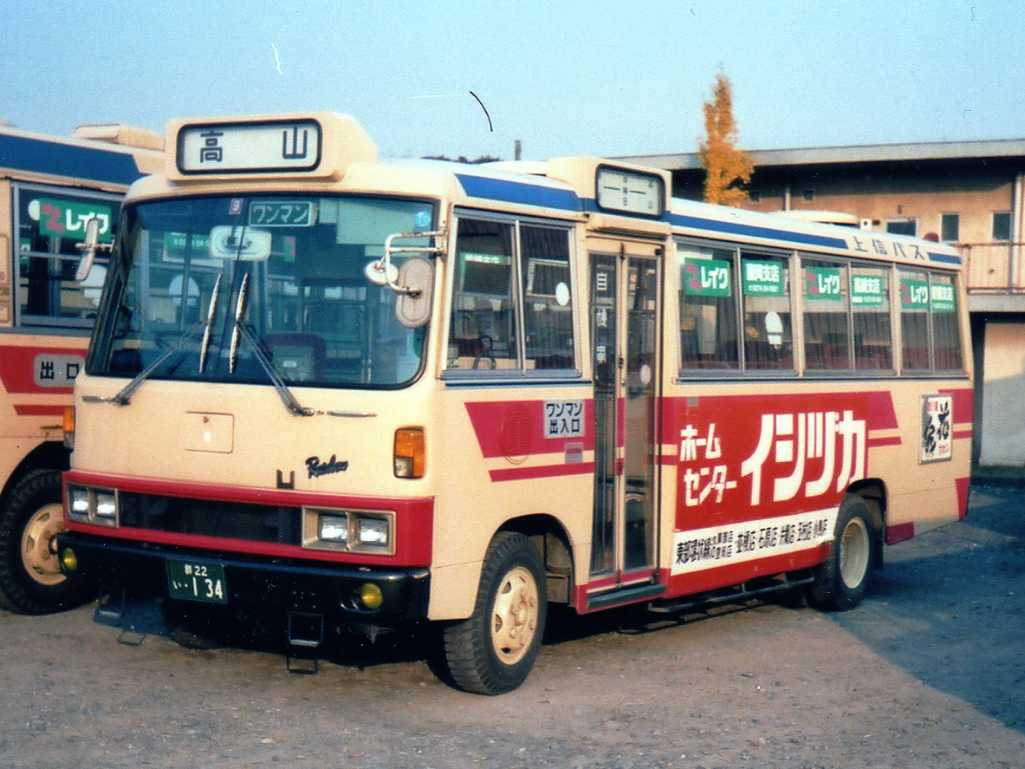
과거 소형차 히노 레인보우 AC (P-AC140AA) 후지오카 영업소 소속
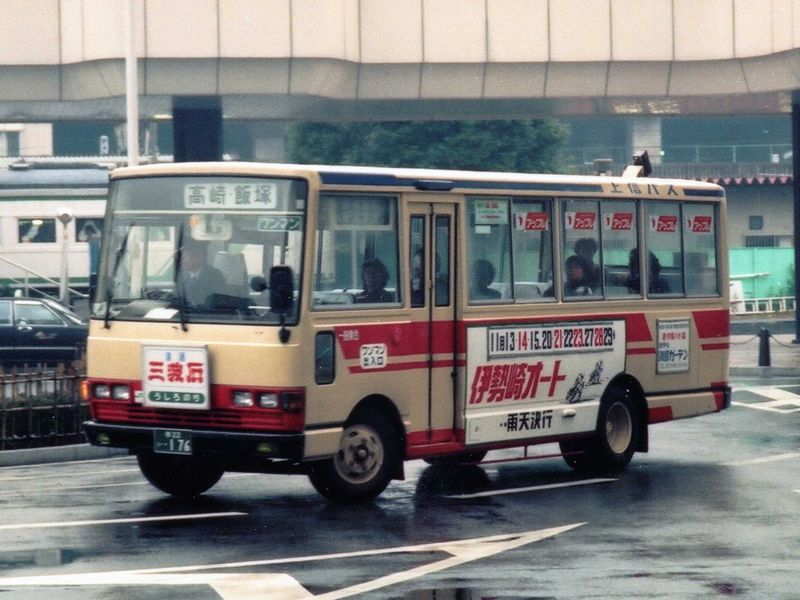
과거의 마이크로버스 히노 레인보우RB(P-RB115AA) 후지오카 영업소 소속 1986년 도입차.마이크로버스지만 비냉방차다.
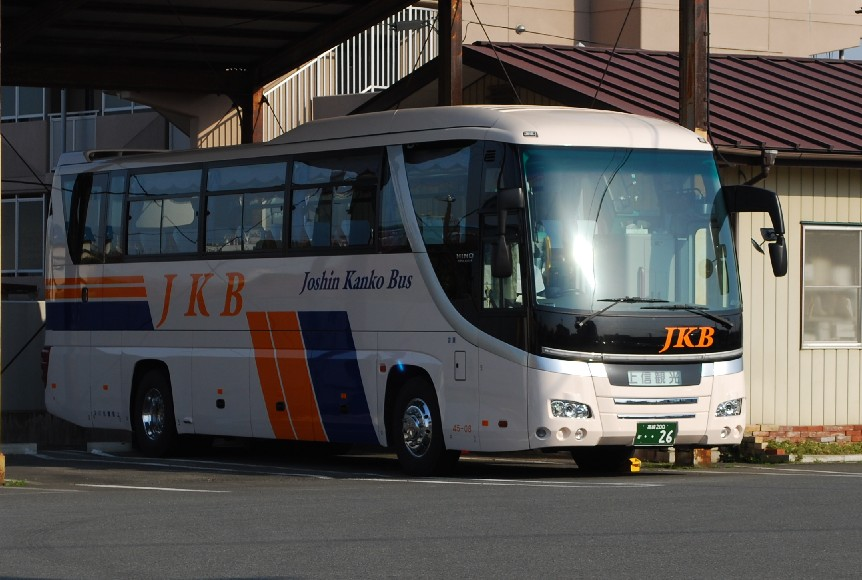
조신 관광버스의 차량 히노 세레가 (2대) 신도장차
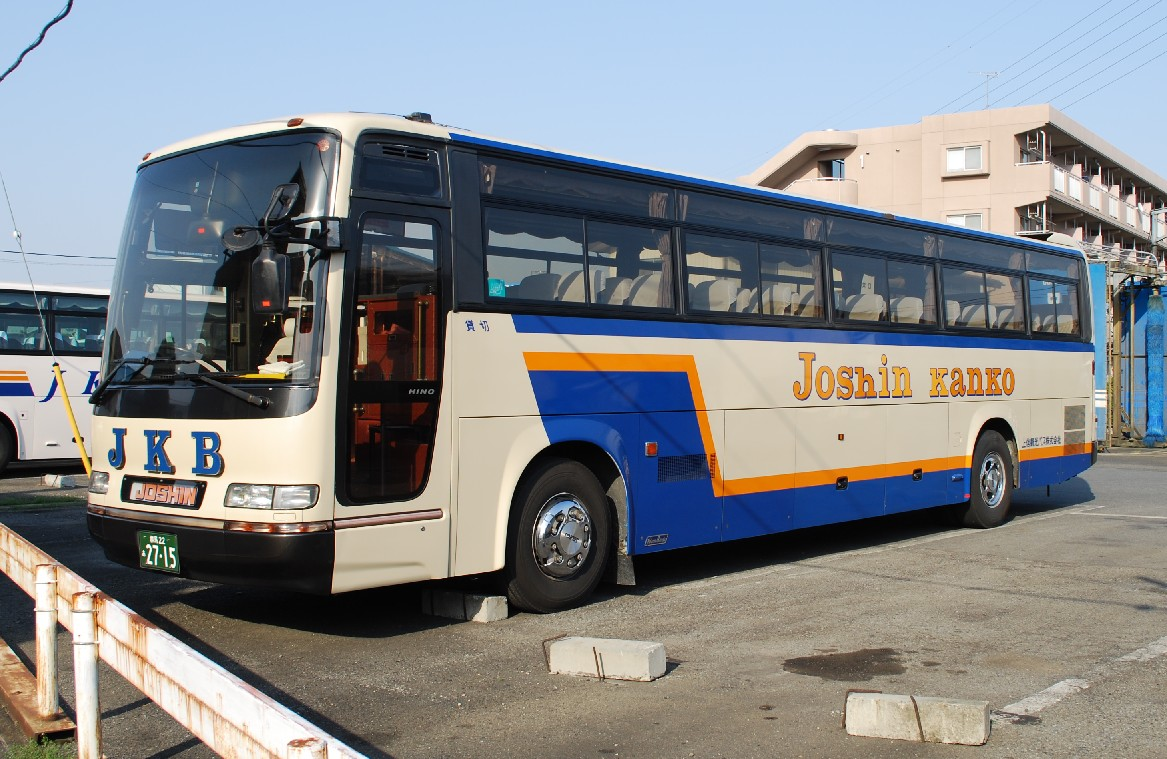
조신 관광버스의 차량 히노 세레가 (초대) 종래 도장차

## 참고 문헌
- 버스라마 인터내셔널 40호
- "신편 다카사키 역사 통사 4 "2004년", 675-676 쪽
- 타무라 민단 "군마의 수력 발전사 "칠월당", 1979년 ,26-28 84-87 페이지
- 하라다 마사즈미 "군마 현의 발전소 유적" "산업 고고학 14 "1980년"

## 같이 보기
- 일본 철도 사업자 목록